# Швассман, Фридрих Карл Арнольд
Фридрих Карл Арнольд Швассман (нем. Friedrich Karl Arnold Schwassmann; 25 марта 1870 — 19 января 1964) — немецкий астроном.
Швассман получил степень доктора наук после учёбы в Гёттингене в 1890 году. В 1897 году в обсерватории Хайдельберг-Кёнигштуль в Хайдельберге и оставался там до своей пенсии в 1934 году.
Совместно с Арно Артуром Вахманом открыл короткопериодические кометы 29P, 31P и 73P.
В честь Карла Швассмана назван астероид (989) Швассмания, открытый в 1922 году.
| Открытые астероиды: 22 | Открытые астероиды: 22 |
| ---------------------- | ---------------------- |
| (435) Элла             | 11 сентября 1898       |
| (436) Патриция         | 13 сентября 1898       |
| (442) Айхсфельдия      | 15 февраля 1899        |
| (443) Фотографика      | 17 февраля 1899        |
| (446) Этернитас        | 27 октября 1899        |
| (447) Валентина        | 27 октября 1899        |
| (448) Наталия          | 27 октября 1899        |
| (449) Гамбурга         | 31 октября 1899        |
| (450) Бригитта         | 10 октября 1899        |
| (454) Матезида         | 28 марта 1900          |
| (455) Брухзалия        | 22 мая 1900            |
| (456) Абноба           | 4 июня 1900            |
| (457) Аллегейния       | 15 сентября 1900       |
| (458) Герциния         | 21 сентября 1900       |
| (905) Университет      | 30 октября 1918        |
| (906) Репсольда        | 30 октября 1918        |
| (912) Маритима         | 27 апреля 1919         |
| (947) Монтероса        | 8 февраля 1921         |
| (989) Швассмания       | 18 ноября 1922         |
| (1192) Призма          | 17 марта 1931          |
| (1303) Лютера          | 16 марта 1928          |
| (1310) Виллигера       | 28 февраля 1932        |
| 1.                     |                        |